# لایو اوک (تگزاس)
لایو اوک، تگزاس(به انگلیسی: Live Oak, Texas) شهری در ایالت تگزاس از ایالات جنوبی ایالات متحده آمریکا است. در سرشماری سال ۲۰۰۰، جمعیت این شهر ۹۱۵۶ نفر اعلام شد.